# Нёф-Бризак
Нёф-Бриза́к (фр. Neuf-Brisach [nœfbʁisak]), Нёф-Бризах — город и коммуна на северо-востоке Франции в регионе Гранд-Эст (бывший Эльзас — Шампань — Арденны — Лотарингия), департамент Верхний Рейн, округ Кольмар — Рибовилле, кантон Энсисем. До марта 2015 года коммуна являлась административным центром упразднённого кантона Нёф-Бризак (округ Кольмар).

## Историческая справка
Людовик XIV поручил построить новый укреплённый город с целью предотвращения переправы через Рейн в данном районе. Строительство было поручено Себастьяну ле Претру де Вобану (1633—1707).
Строительство города началось в 1698 году в результате Рисвикского договора, обязавшего Людовика XIV уступить город Бризах, который сейчас называется Брайзах-на-Рейне (Германия).
В плане город представляет собой восьмиугольник с бастионами и внешними укреплениями, образующими звезду. Это единственный в мире полностью сохранившийся пример третьей (или «второй усиленной») системы укреплений Вобана.
Площадь коммуны — 1,33 км², население — 2185 человек (2006) с тенденцией к снижению: 1997 человек (2012), плотность населения — 1501,5 чел/км².

## Население
Численность населения коммуны в 2011 году составляла 2020 человек, а в 2012 году — 1997 человек.
| 1962 | 1968 | 1975 | 1982 | 1990 | 1999 | 2004 | 2006 | 2008 | 2011 | 2012 |
| ---- | ---- | ---- | ---- | ---- | ---- | ---- | ---- | ---- | ---- | ---- |
| 2127 | 2580 | 2579 | 2205 | 2092 | 2197 | 2237 | 2185 | 2083 | 2020 | 1997 |

Динамика населения:

## Экономика
В 2010 году из 1230 человек трудоспособного возраста (от 15 до 64 лет) 951 были экономически активными, 279 — неактивными (показатель активности 77,3 %, в 1999 году — 75,3 %). Из 951 активных трудоспособных жителей работали 820 человек (462 мужчины и 358 женщин), 131 числились безработными (51 мужчина и 80 женщин). Среди 279 трудоспособных неактивных граждан 57 были учениками либо студентами, 87 — пенсионерами, а ещё 135 — были неактивны в силу других причин.
На протяжении 2011 года в коммуне числилось 870 облагаемых налогом домохозяйств, в которых проживало 1946,5 человек. При этом медиана доходов составила 16714 евро на одного налогоплательщика.
В Нёф-Бризахе находится алюминиевый завод Constellium..

## Достопримечательности (фотогалерея)
В 2008 году оборонительная система Неф-Бризаха была объявлена ЮНЕСКО памятником Всемирного наследия в числе 13 других укреплений Вобана.
В городе находится музей Вобана.
- Церковь
- Ворота со стороны Кольмара
- Здание мэрии